# Cornillon-Confoux
 Cornillon-Confoux  es una comuna (municipio) de Francia, en la región de Provenza-Alpes-Costa Azul, departamento de Bocas del Ródano, en el distrito de Aix-en-Provence y cantón de Pélissanne.
Su población en el censo de 1999 era de 1.167 habitantes.
Está integrada en el Syndicat d’agglomération nouvelle Ouest Provence.

## Demografía
| 411 | 562 | 810 | 980 | 1060 | 1167 |
| Para los censos de 1962 a 1999 la población legal corresponde a la población sin duplicidades (Fuente: INSEE [Consultar]) |     |     |     |      |      |

- Datos: Q384393
- Multimedia: Cornillon-Confoux / Q384393

1. ↑  Worldpostalcodes.org, código postal n.º 13250.
2. ↑  INSEE, Datos de población para el año 2012 de Cornillon-Confoux (en francés).